# Becket (1924)
Becket é um filme britânico de 1924, do gênero drama histórico-biográfico, dirigido por George Ridgwell.